# Jeanne Bonaparte

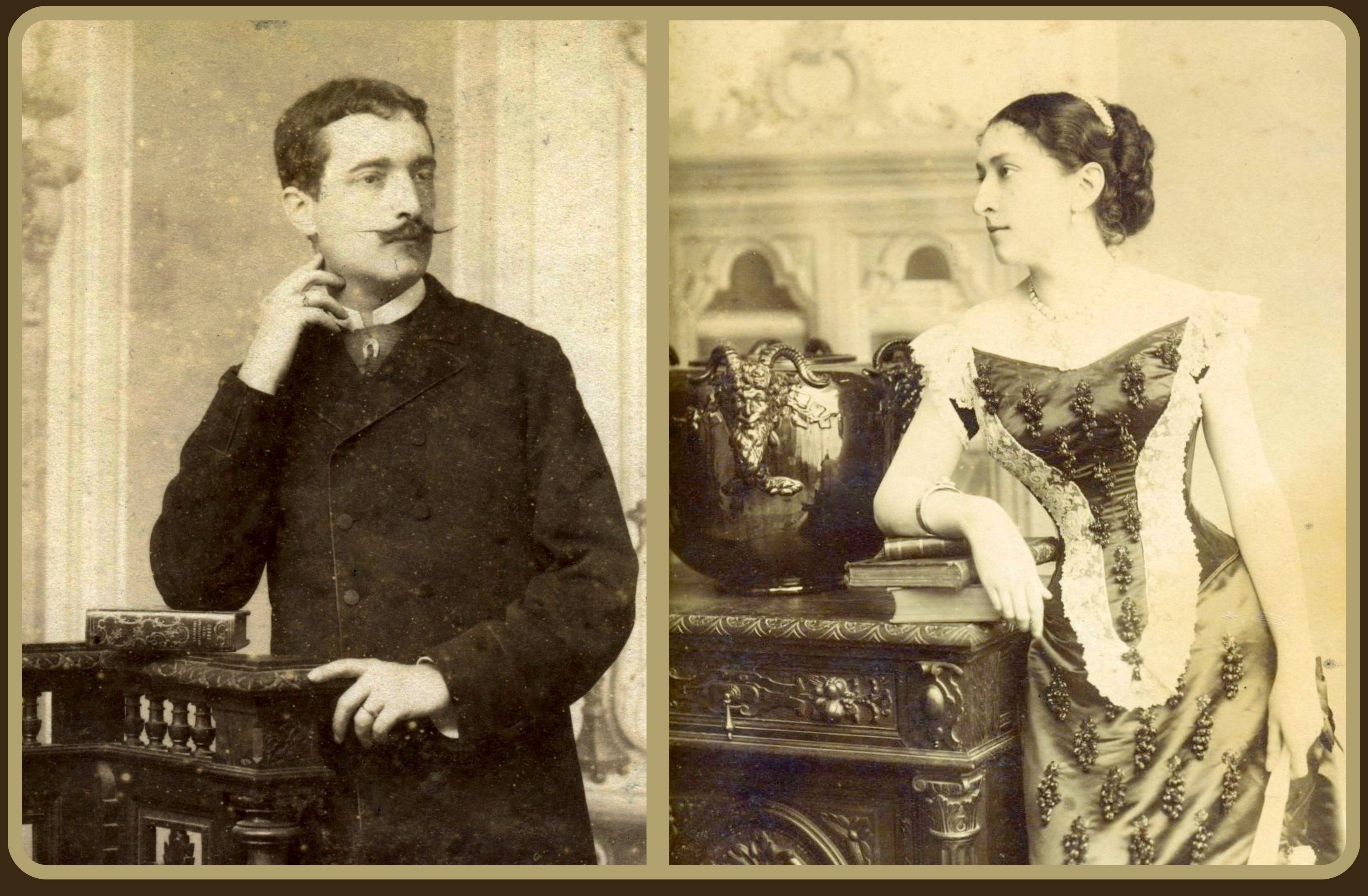
Christian de Villeneuve-Esclapon et Jeanne Bonaparte

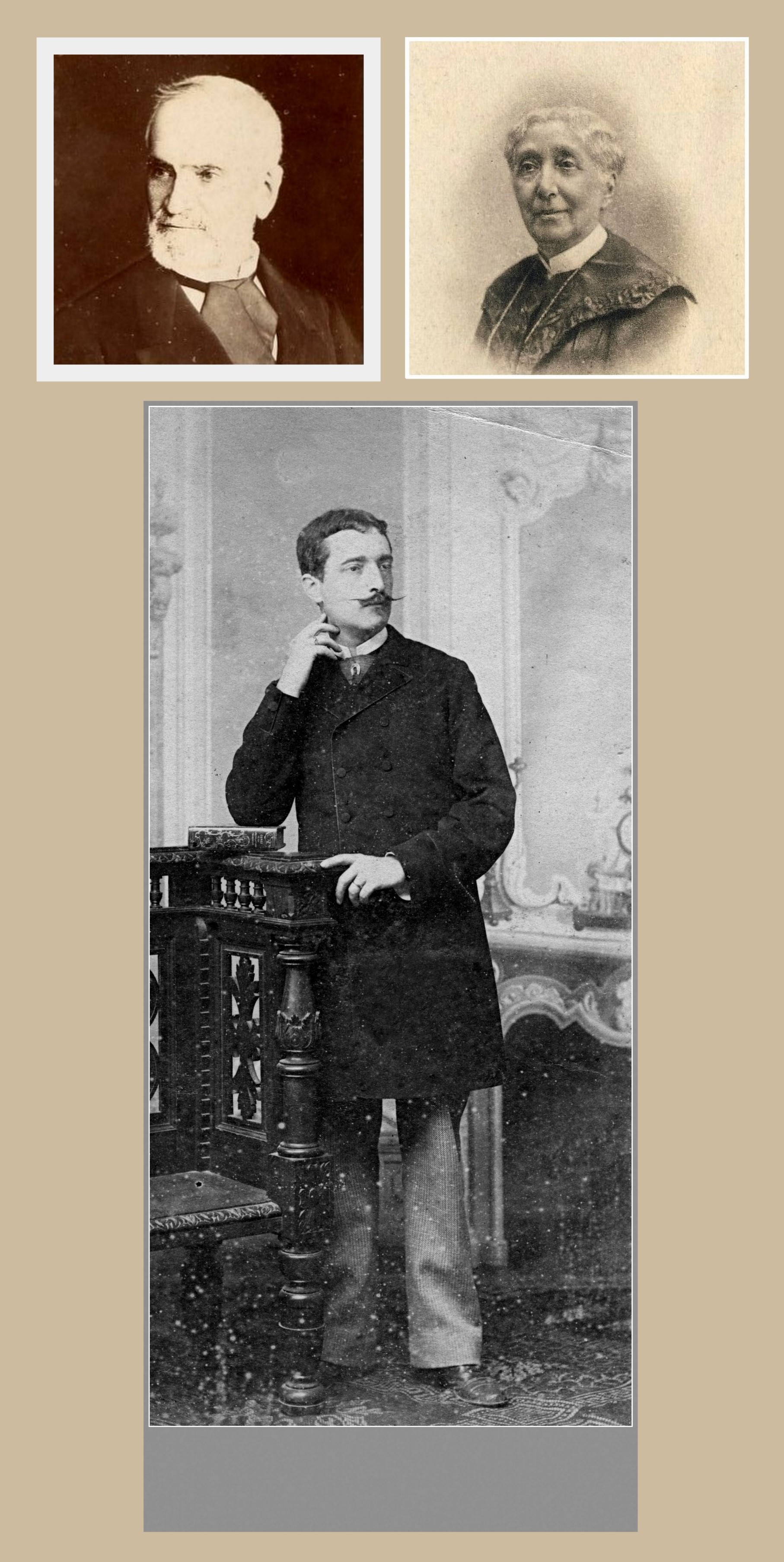
Christian de Villeneuve-Esclapon et ses parents:Jules de V-E et Henriette de Fresse de Monval

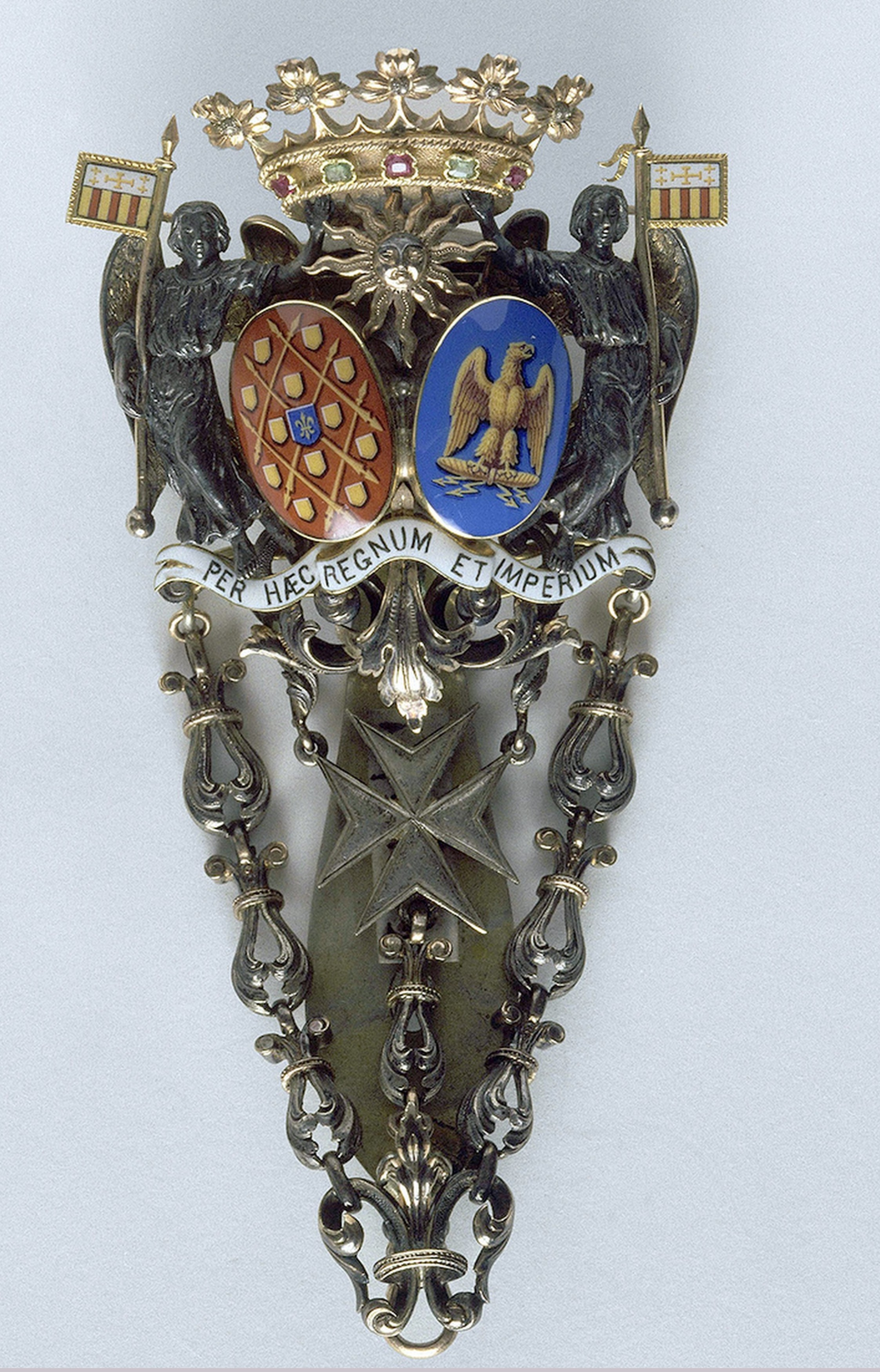
Châtelaine aux armes Villeneuve/Bonaparte

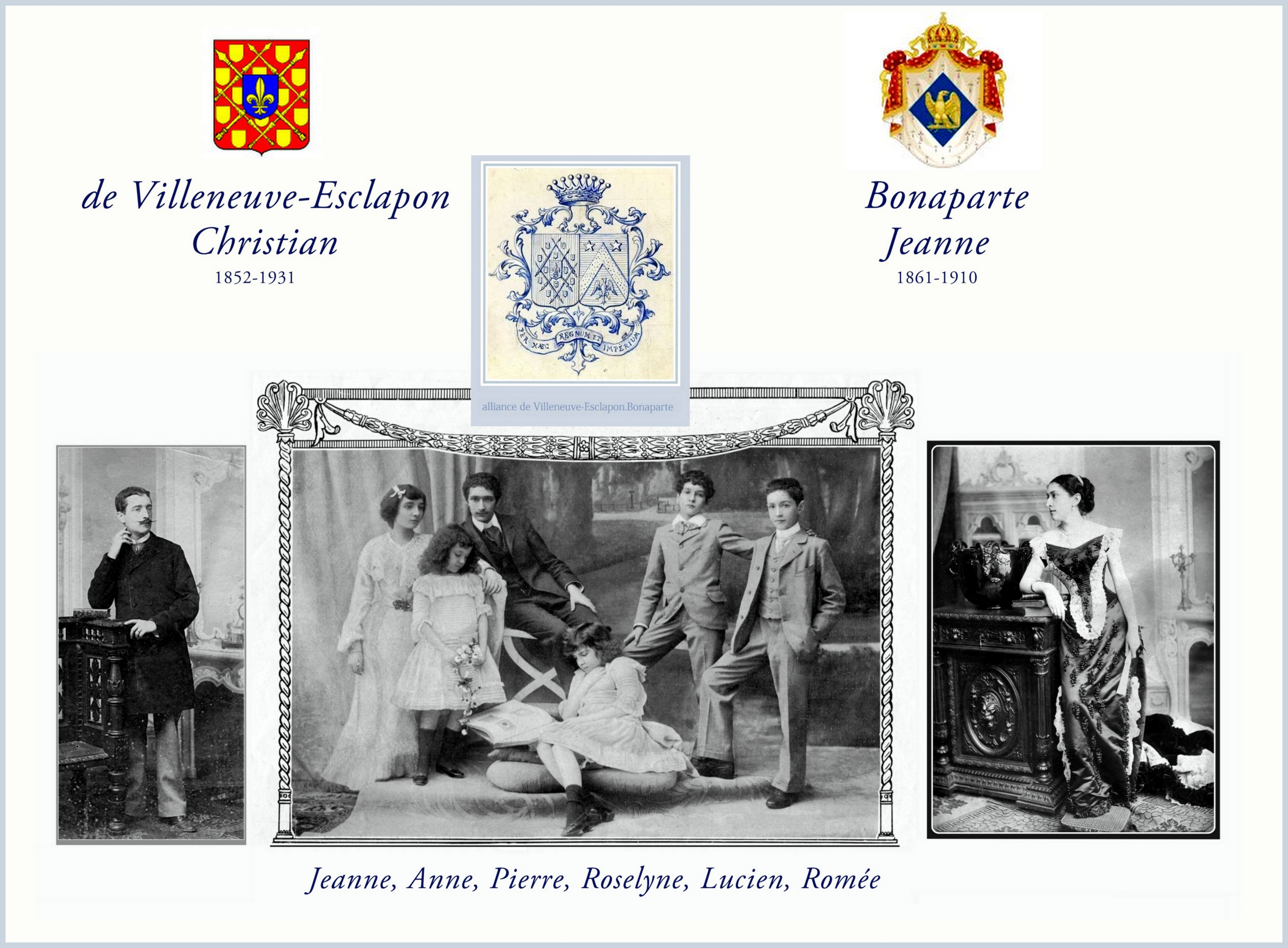
Enfants de Jeanne Bonaparte

Jeanne Bonaparte, « princesse Bonaparte » puis, par son mariage, marquise de Villeneuve-Esclapon, est née dans l'ancienne abbaye d'Orval, à Villers-devant-Orval, en Belgique, le 25 septembre 1861, et morte le 25 juillet 1910 à Paris, en France. Petite nièce de Napoléon Ier et seule fille de Pierre-Napoléon Bonaparte et de sa femme Éléonore-Justine Ruflin, elle était connue, dans la bonne société française, pour ses peintures et ses sculptures.

## Biographie

### Enfance
Jeanne est née le 15 septembre 1861 dans l’ancienne abbaye d'Orval en Belgique. Elle fait partie d’une fratrie de cinq enfants, mais un seul de ses frères, Roland a survécu jusqu’à l’âge adulte. Bien que née sous le règne de Napoléon III, sa famille n’a jamais été reçue à la cour. Son grand-père, Lucien Bonaparte, a déplu à Napoléon Ier en épousant Alexandrine de Bleschamp, ce qui avait eu pour conséquence de le priver de son héritage,. En 1852, le père de Jeanne a aussi été déshérité, recevant seulement un modeste revenu de la cassette personnelle de Napoléon III. Ce différend a été fortement aggravé après l’annonce de son mariage avec Éléonore-Justine Ruflin, auquel l’empereur avait refusé de donner son accord. L’aisance financière d'Éléonore-Justine Ruflin lui a permis de subvenir aux besoins de son mari et de ses enfants. Après la chute du Second Empire en 1870, Jeanne et sa famille, comme d’autres Bonaparte, furent envoyés en exil. La famille déménagea à Bruxelles puis à Londres. Pierre mourut peu de temps après. Sa femme se retrouva seule pour subvenir aux besoins de sa famille. Justine ouvrit une boutique de fabrication de robe appelé : « Princesse Pierre Bonaparte, marchande de confections pour Dames », mais elle dû fermer dans l’année en raison d’un manque de clients. Ce fut seulement cinq ans après la mort de Pierre que leur fortune commença à s’améliorer.
Enfants, Jeanne et Roland reçurent une éducation de première qualité. Alors qu’ils étaient à Londres, un ancien officier français dont le père avait servi sous Napoléon Ier prit en pitié la famille et fit des arrangements pour que Roland retourne en France et entre dans une école militaire. Il aida aussi Jeanne en l’envoyant dans une école d’art à Paris. Jeanne suivit des cours de peinture et de gravure. Dans l’école d’art où elle étudiait, elle se lia d’amitié avec la prospère héritière monégasque, Marie Blanc. C’est elle qui présenta Roland à Marie et qui se marièrent plus tard. Les talents de Jeanne en tant qu’artiste furent mis en avant à l’exposition des Beaux-Arts de 1878. Jeanne se préparait à gagner sa vie avec son talent quand le mariage de son frère avec Marie changea la donne. Jeanne continua malgré tout à peindre et sculpter. Jeanne vivait à l’hôtel de Marie sur la rue Rivoli jusqu’au mariage de Marie et Roland, et dû souvent arrondir les angles entre eux, Marie lui aurait donné un million de francs (en remerciement, comme il sied à son rang),,. Le frère de Marie lui donna un autre million de franc. Après avoir reçu cette fortune en dot, les demandes en mariage fusèrent mais sa famille voulait qu’elle fasse un mariage d’amour et non  de raison.

### Mariage
Elle devint, par son mariage le 21 mars 1882 à Paris avec le député de la Corse Christian de Villeneuve-Esclapon (1852-1931), marquise de Villeneuve.
Christian de Villeneuve-Esclapon était un ancien officier de l’armée de don Carlos d’Espagne et appartenait à une des plus prestigieuses familles de la noblesse française,.  Il était très intelligent, de bonne éducation et avait beaucoup voyagé dans sa jeunesse. Au retour des batailles en Espagne, il s’est mis à étudier la littérature et l’Histoire, ses écrits ont été salués par la critique. Un observateur a fait ce commentaire : « Jeanne Bonaparte avança vers la nef, au bras de son frère (…). Elle avait un peu de la beauté fracassante de sa mère, elle lui ressemble pas mal, mais elle est plus grande, avait un air distingué et une belle chevelure noire ».
Jeanne et Christian ont six enfants.

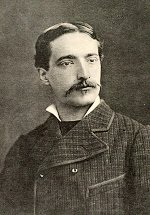
Christian-Henri-Marie, marquis de Villeneuve-Esclapon (1852-1931)
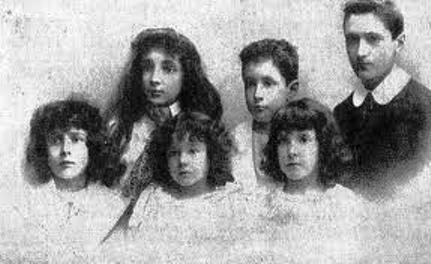
Les enfants de Jeanne Bonaparte et Christian de Villeneuve-Esclapon

### Vie adulte
Jeanne tenait un salon à Paris qui était fréquenté par des peintres et des écrivains illustres, tout comme par la crème de la société américaine. Son mari, en dehors de la vie politique, a été surtout intéressé par l’occultisme. George Greville Moore, un officier anglais contemporain de Jeanne, a écrit qu’elle : 
« used to make a great display of toilette at certain balls. She was remarkable for her beauty, which was more of the Oriental style; she was very dark and had a sallow complexion, but beautiful black eyes and long eyelashes. I remember one evening every one crowding around the staircase to see her arrive at a ball. On that occasion she wore a white dress trimmed with water-lilies, with a tremendously long train, and no jewelery whatsoever. She rarely, if ever, danced; her long train scarcely allowed it. »
— George Greville Moore, Society Recollections in Paris and Vienna, 1879-1904

« avait l’habitude de faire une grande exposition de toilettes à certains bals. Elle avait une beauté remarquable, qui tenait plus du style oriental ; elle était sombre et il avait un teint terne, mais de beaux yeux noirs et de long cil. Je me souviens d’un soir, tout le monde s’était regroupé au pied de l’escalier pour la voir arriver. À cette occasion, elle portait une robe blanche ornée de fleur de nénuphars avec une traine extrêmement longue et aucun bijou. Elle dansait rarement, voire jamais, sa longue traine ne lui permettait pas. »
— Society Recollections in Paris and Vienna, 1879-1904
Le 21 novembre 1907, Jeanne servit de témoin au mariage de sa nièce la princesse Marie Bonaparte et du prince George de Grèce et du Danemark.
Jeanne mourut le 25 juillet 1910 à Paris à l’âge de 48 ans.

## Armoiries
| Figure | Blasonnement |
| ------ | --- |
|        | D'après un crochet de châtelaine armorié, conservé au musée national des châteaux de Malmaison et de Bois-Préau : Accollé de Villeneuve et de Napoléon. |